# Pavel Benc
Pavel Benc (ur. 10 lipca 1963 w Jabloncu) – czeski biegacz narciarski reprezentujący także Czechosłowację, brązowy medalista olimpijski.

## Kariera
Jego olimpijskim debiutem były igrzyska w Sarajewie. W swoim najlepszym starcie, w biegu na 30 km techniką klasyczną zajął tam 34. miejsce. Cztery lata później, na igrzyskach olimpijskich w Calgary osiągnął swój największy sukces olimpijski wraz z Radimem Nyčem, Václavem Korunką i Ladislavem Švandą zdobywając brązowy medal w sztafecie 4 × 10 km. Jego najlepszym wynikiem indywidualnym na tych igrzyskach było 27. miejsce w biegu na 50 km techniką dowolną. Na tym samym dystansie podczas igrzysk olimpijskich w Albertville zajął 8. miejsce, co pozostaje najlepszym wynikiem w historii jego indywidualnych startów na igrzyskach. Startował ponadto na igrzyskach olimpijskich w Lillehammer jednak jego najlepszym wynikiem było zaledwie 25. miejsce na dystansie 30 km techniką dowolną. Na późniejszych igrzyskach już nie startował.
W 1985 r. zadebiutował na mistrzostwach świata zajmując 16. miejsce w biegu na 50 km techniką klasyczną podczas mistrzostw w Seefeld in Tirol. Na mistrzostwach świata w Val di Fiemme osiągnął swój najlepszy wynik zajmując 5. miejsce na dystansie 50 km stylem dowolnym. Dwa lata później, podczas mistrzostw świata w Falun zajął 7. miejsce na tym samym dystansie. Mistrzostwa świata w Thunder Bay odbywające się w 1995 r. były ostatnimi w jego karierze. Ponownie najlepszy wynik uzyskał w biegu na 50 km techniką dowolną, tym razem zajmując 14. miejsce.
Najlepsze wyniki w Pucharze Świata osiągnął w sezonach 1988/1989 i 1990/1991, kiedy to zajmował 25. miejsce w klasyfikacji generalnej. Nidy nie stanął na podium zawodów Pucharu Świata. W 1997 r. postanowił zakończyć karierę.

## Osiągnięcia

### Igrzyska olimpijskie
| Miejsce | Dzień     | Rok  | Miejscowość | Konkurencja             | Czas biegu    | Strata      | Zwycięzca            |
| ------- | --------- | ---- | ----------- | ----------------------- | ------------- | ----------- | -------------------- |
| 34.     | 10 lutego | 1984 | Sarajewo    | 30 km stylem dowolnym   | 1:24:26.3 h   | +5:34.0 min | Nikołaj Zimiatow     |
| 46.     | 13 lutego | 1984 | Sarajewo    | 15 km stylem klasycznym | 41:25.6 min   | +4:38.2 min | Gunde Svan           |
| 41.     | 19 lutego | 1988 | Calgary     | 15 km stylem klasycznym | 41:18.9 min   | +4:42.7 min | Michaił Diewiatjarow |
| 3.      | 22 lutego | 1988 | Calgary     | Sztafeta 4 × 10 km      | 1:43:58.6 h   | +1:24.1 min | Szwecja              |
| 27.     | 27 lutego | 1988 | Calgary     | 50 km stylem dowolnym   | 2:04:30.9 h   | +7:37.5 min | Gunde Svan           |
| 41.     | 13 lutego | 1992 | Albertville | 10 km stylem klasycznym | 27:36.0 min   | +3:37.6 min | Vegard Ulvang        |
| 33.     | 15 lutego | 1992 | Albertville | 10+15 km pościgowy      | 1:05:37.9 min | +5:06.7 min | Bjørn Dæhlie         |
| 7.      | 18 lutego | 1992 | Albertville | Sztafeta 4 × 10 km      | 1:39:26.0 h   | +4:54.0 min | Norwegia             |
| 8.      | 22 lutego | 1992 | Albertville | 50 km stylem dowolnym   | 2:03:41.5 min | +4:32.1 min | Bjørn Dæhlie         |
| 25.     | 14 lutego | 1994 | Lillehammer | 30 km stylem dowolnym   | 1:12:26.4 h   | +6:23.1 min | Thomas Alsgaard      |
| 65.     | 17 lutego | 1994 | Lillehammer | 10 km stylem klasycznym | 24:20.1 min   | +3:18.5 min | Bjørn Dæhlie         |
| 36.     | 19 lutego | 1994 | Lillehammer | 10 km + 15 km pościgowy | 1:00:08.8 min | +5:35.3 min | Bjørn Dæhlie         |
| 8.      | 22 lutego | 1994 | Lillehammer | Sztafeta 4 × 10 km      | 1:41:15.0 h   | +5:57.6 min | Włochy               |

### Mistrzostwa świata
| Miejsce | Dzień     | Rok  | Miejscowość      | Konkurencja             | Czas biegu  | Strata      | Zwycięzca        |
| ------- | --------- | ---- | ---------------- | ----------------------- | ----------- | ----------- | ---------------- |
| 33.     | 22 lutego | 1985 | Seefeld in Tirol | 15 km stylem klasycznym | 40:42.7 min | +4:06.0 min | Kari Härkönen    |
| 8.      | 24 lutego | 1985 | Seefeld in Tirol | Sztafeta 4 × 10 km      | 1:52:21.0 h | +4:07.0 min | Norwegia         |
| 16.     | 27 lutego | 1985 | Seefeld in Tirol | 50 km stylem klasycznym | 2:10:49.9 h | ?           | Gunde Svan       |
| 4.      | 15 lutego | 1987 | Oberstdorf       | Sztafeta 4 × 10 km      | 1:38:04.6 h | +1:50.7 min | Szwecja          |
| 34.     | 18 lutego | 1989 | Lahti            | 30 km stylem klasycznym | 1:24:56.9 h | +5:39.3 min | Władimir Smirnow |
| 21.     | 18 lutego | 1989 | Lahti            | 30 km stylem dowolnym   | 40:39.6 min | +2:04.4 min | Gunde Svan       |
| 28.     | 7 lutego  | 1991 | Val di Fiemme    | 30 km stylem klasycznym | 1:16:12.4 h | +4:09.9 min | Gunde Svan       |
| 5.      | 17 lutego | 1991 | Val di Fiemme    | 50 km stylem dowolnym   | 2:03:31.6 h | +2:48.5 min | Torgny Mogren    |
| 32.     | 20 lutego | 1993 | Falun            | 30 km stylem klasycznym | 1:17:33.6 h | +5:10.3 min | Bjørn Dæhlie     |
| 8.      | 26 lutego | 1993 | Falun            | Sztafeta 4 × 10 km      | 1:44:14.9 h | +3:34.1 min | Norwegia         |
| 7.      | 28 lutego | 1993 | Falun            | 50 km stylem dowolnym   | 2:03:36.8 h | +3:22.0 min | Torgny Mogren    |
| 36.     | 9 marca   | 1995 | Thunder Bay      | 30 km stylem klasycznym | 1:15:52.3 h | +8:25.1 min | Władimir Smirnow |
| 14.     | 19 marca  | 1995 | Thunder Bay      | 50 km stylem dowolnym   | 1:56:36.0 h | +4:49.0 min | Silvio Fauner    |

### Puchar Świata

#### Miejsca w klasyfikacji generalnej
- 1984/1985 – 30.
- 1986/1987 – 35.
- 1988/1989 – 25.
- 1990/1991 – 25.
- 1991/1992 – 36.
- 1992/1993 – 27.
- 1993/1994 – 71.
- 1994/1995 – 61.

#### Miejsca na podium
Pavel Benc nigdy nie zajął miejsca na podium zawodów PŚ.